# Didier de Radiguès
Didier de Radiguès (Lovaina, 27 de marzo de 1958) es un expiloto de motociclismo belga. Sus mejores años fue en 1982 cuando ganó tres Grandes Premios entre 250 y 350cc y acabó subcampeón en esta última categoría por detrás de Anton Mang. También ha sido comentarista para la televisión de Moto GP, mánager de pilotos y propietario de una escuela de pilotaje.

## Carrera como piloto
Nacido en Leuven, De Radiguès hizo su debut en Mundial de motociclismo en 1979, compitiendo en la categoría de 500cc. Su mejor año fue en 1982 cuando ganó dos carreras y terminó segundo a Anton Mang en el campeonato mundial de 350cc. Dio el salto a 500cc a la escudería oficial Yamaha en 1988 como compañero de equipo para Eddie Lawson y terminó su carrera con en Suzuki en 1991 con Kevin Schwantz como compañero de equipo. Ganó cuatro Grandes Premios durante su carrera, así como el Gran Premio de Macao de 1991, un evento que no forma parte del campeonato.
Didier de Radiguès es el último piloto belga que ha ganado una carrera de motociclismo en el Mundial (1983), y hasta 2013, el último belga en subir a un podio (1990). En 1992, a petición de los corredores, De Radiguès organizó la Asociación Internacional de Motociclistas, que luego fue dirigida por Franco Uncini en el IRTA.
Después de su carrera como piloto de motos, De Radiguès dio el salto a las carreras de resistencia de automovilismo, ganando el Campeonato de Procar Belga de 1997, así como el 24 Horas de Spa, el campeonato en la American Le Mans Series en 2001. En 1998, de Radiguès compitió la 24 Horas de Le Mans con su compañero de motocicleta Wayne Gardner.
En 2003, de Radiguès inauguró la escuela de pilotaje de motociclismo en Francia.

## Carrera televisiva
De Radiguès también es consultor de Motorsport TV, primero en Club RTL y luego en RTBF (desde 2013), los dos canales de televisión belgas más grandes de habla francesa. Da comentarios sobre las carreras de Moto2 y Moto GP.

## Carrera artística
Didier de Radiguès comenzó su carrera artística en Nueva York y Singapur, Bruselas, Hong Kong y París. Su primera serie llamada «From My Gazebo» está inspirada en sus numerosos viajes por las Bahamas. Desde su mirador, plantado en el corazón del Océano Atlántico en una pequeña isla de las Exumas, Didier de Radiguès captura el paisaje a su alrededor. Su última serie se llama  People Portrait .

## Resultados

### Campeonato del Mundo de Motociclismo

#### Carreras por año
Sistema de puntos desde 1969 a 1987:
| Posición | 1.º | 2.º | 3.º | 4.º | 5.º | 6.º | 7.º | 8.º | 9.º | 10.º |
| Puntos   | 15  | 12  | 10  | 8   | 6   | 5   | 4   | 3   | 2   | 1    |

Sistema de puntos desde 1988 a 1992:
| Posición | 1.º | 2.º | 3.º | 4.º | 5.º | 6.º | 7.º | 8.º | 9.º | 10.º | 11.º | 12.º | 13.º | 14.º | 15.º |
| Puntos   | 20  | 17  | 15  | 13  | 11  | 10  | 9   | 8   | 7   | 6    | 5    | 4    | 3    | 2    | 1    |

(Carreras en negrita indica pole position, carreras en cursiva indica vuelta rápida)
| Año  | Clase | Equipo               | Moto   | 1       | 2       | 3       | 4       | 5       | 6       | 7       | 8       | 9       | 10      | 11      | 12      | 13      | 14      | 15      | Pts. | Pos. |
| ---- | ----- | -------------------- | ------ | ------- | ------- | ------- | ------- | ------- | ------- | ------- | ------- | ------- | ------- | ------- | ------- | ------- | ------- | ------- | ---- | ---- |
| 1979 | 500cc | Suzuki               |        | VEN -   | GER -   | NAT -   | ESP -   | YUG 19  | NED -   | BEL -   | SWE Ret | FIN 7   | GBR -   | CZE -   | FRA -   |         |         |         | 0    | -    |
| 1980 | 250cc | Yamaha               | TZ250  | NAT -   | ESP -   | FRA 18  | YUG 12  | NED 8   | BEL 20  | FIN Ret | GBR Ret | CZE DNQ | GER 6   |         |         |         |         |         | 8    | 18.º |
| 1981 | 250cc | Johnson-Yamaha       | TZ250  | ARG 9   |         | GER 23  | NAT 13  | FRA Ret | ESP Ret |         | NED 10  | BEL 5   | RSM 10  | GBR 6   | FIN Ret | SWE 8   | CZE 4   |         | 26   | 9.º  |
| 1981 | 350cc | Johnson-Yamaha       | TZ350  | ARG Ret | AUT -   | GER -   | NAT Ret |         |         | YUG Ret | NED DNQ |         |         | GBR 4   |         |         | CZE Ret |         | 8    | 17.º |
| 1982 | 250cc | Chevallier-Yamaha    | TZ250  |         |         | FRA Ret | ESP Ret | NAT Ret | NED DNQ | BEL 3   | YUG 1   | GBR 10  | SWE -   | FIN 2   | CZE Ret | RSM Ret | GER Ret |         | 38   | 6.º  |
| 1982 | 350cc | Chevallier-Yamaha    | TZ350  | ARG 3   | AUT Ret | FRA 2   |         | NAT 1   | NED Ret |         |         | GBR 2   |         | FIN Ret | CZE 1   |         | GER 12  |         | 64   | 2.º  |
| 1983 | 250cc | Chevallier-Yamaha    | TZ250  | RSA 2   | FRA 4   | NAT 9   | GER 3   | ESP Ret | AUT 2   | YUG Ret | NED 7   | BEL 1   | GBR 9   | SWE 8   |         |         |         |         | 68   | 3.º  |
| 1983 | 500cc | Honda                | NS500  | RSA -   | FRA Ret | NAT DNQ | GER DNQ | ESP 13  | AUT DNQ | YUG -   | NED -   | BEL Ret | GBR Ret | SWE 20  | RSM Ret |         |         |         | 0    | -    |
| 1984 | 500cc | Elf-Chevallier Honda | NS500  | RSA 4   | NAT 12  | ESP Ret | AUT Ret | GER Ret | FRA 6   | YUG 6   | NED Ret | BEL Ret | GBR Ret | SWE Ret | RSM 5   |         |         |         | 24   | 9.º  |
| 1985 | 500cc | Elf-Honda            | NS500  | RSA 7   | ESP 6   | GER 5   | NAT 10  | AUT 6   | YUG 7   | NED 6   | BEL 7   | FRA Ret | GBR 4   | SWE 6   | RSM Ret |         |         |         | 47   | 8.º  |
| 1986 | 500cc | Rollstar-Honda       | NS500  | ESP Ret | NAT 5   | GER 5   | AUT Ret | YUG DNQ | NED 9   | BEL 7   | FRA 8   | GBR 2   | SWE 6   | RSM 7   |         |         |         |         | 42   | 7.º  |
| 1987 | 500cc | Cagiva               | GP500  | JPN Ret | ESP Ret | GER 12  | NAT Ret | AUT 12  | YUG DNQ | NED 6   | FRA Ret | GBR 6   | SWE 8   | CZE 12  | RSM Ret | POR Ret | BRA 4   | ARG Ret | 21   | 12.º |
| 1988 | 500cc | Marlboro-Yamaha      | YZR500 | JPN 9   | USA 8   | ESP 8   | EXP 6   | NAT Ret | GER 7   | AUT 2   | NED 12  | BEL 4   | YUG 6   | FRA 7   | GBR 7   | SWE 7   | CZE Ret | BRA 9   | 120  | 7.º  |
| 1989 | 250cc | Aprilia              | RS250  | JPN 14  | AUS 9   | USA 14  | ESP Ret | NAT Ret | GER Ret | AUT 5   | YUG Ret | NED 6   | BEL Ret | FRA 9   | GBR Ret | SWE 7   | CZE 13  | BRA Ret | 51   | 12.º |
| 1990 | 250cc | Aprilia              | RS250  | JPN Ret | USA -   | ESP 9   | NAT Ret | GER Ret | AUT 9   | YUG Ret | NED 7   | BEL 2   | FRA 7   | GBR 11  | SWE 17  | CZE Ret | HUN 13  | AUS 7   | 66   | 12.º |
| 1991 | 500cc | Lucky Strike-Suzuki  | RGV500 | JPN 14  | AUS 10  | USA 10  | ESP 8   | ITA Ret | GER 6   | AUT 8   | EUR 10  | NED 5   | FRA 7   | GBR 8   | RSM 8   | CZE 7   | VDM 8   | MAL 8   | 105  | 8.º  |